# 中村正直
中村 正直（なかむら まさなお、1832年6月24日（天保3年5月26日） - 1891年（明治24年）6月7日）は、明治時代の日本の啓蒙思想家、教育者。文学博士。英学塾・同人社の創立者で、東京女子師範学校摂理（校長）、東京大学文学部教授、女子高等師範学校長を歴任した。通称・敬太郎。字は敬輔、号は敬宇、鶴鳴、梧山。洗礼名はジョン（John）。

## 来歴
江戸・麻布の幕府同心の中村武兵衛の長男として生まれる。幼名は釧太郎、葛馬茂右衛門から四書を学び、石川梧堂の門人となり筆法を修める。1846年（弘化3年）、築地の井部香山の塾で漢学を学び、翌年桂川甫周から蘭学の指南を受ける。
1848年（嘉永元年）、昌平坂学問所の寄宿寮に入る。佐藤一斎に儒学を、箕作奎吾に英語を習った。1855年（安政2年5月）に教授、1856年（安政3年）に甲府徽典館の学頭となる。1862年（文久2年）に幕府の御用儒者となる。

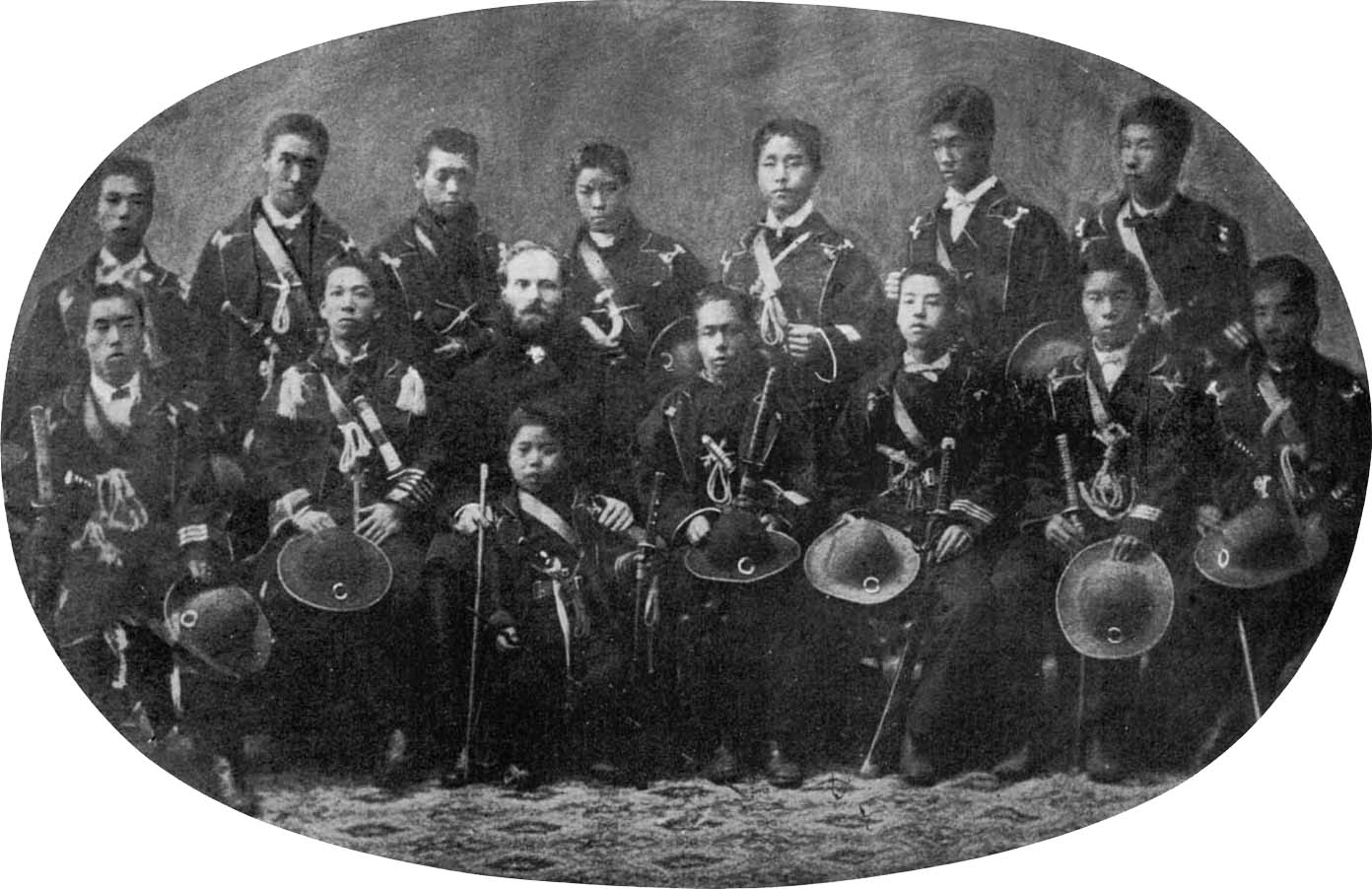
慶応2年11月1日英国留学の為め出発の途中上海にて。後列向って右より外山捨八（正一）、林桃三郎（董）、福沢英之助、杉徳三郎、億川一郎、安井真八郎、岩佐源二。前列向って右より市川盛三郎、箕作奎吾、成瀬錠五郎、中村敬輔（正直）、レベレンド・ウィリヤム・ロイド、川路太郎（寛堂）、伊東昌之助（岡保義）。最前列箕作大六（菊池大麓）。

1866年（慶応2年）川路寛堂と供に幕府のイギリス留学生監督として外山捨八(正一)等の留学生12名を引き連れて渡英。10月26日 横浜を出発し、翌年の元旦にロンドン到着。
1868年（慶応4年）6月 幕府瓦解のため、帰国。
1868年（慶応4年）8月 静岡市大岩町の臨済寺に家を借りる。その後に半洋式の家「無所争斎」を建ててそちらに移る。
1868年（明治元年）9月 静岡学問所の教授となる。
このとき同じく静岡学問所の教授であったエドワード・ウォーレン・クラーク宣教師に感化され、彼の生涯の友となった。
教授時代の1870年（明治3年）11月9日に、サミュエル・スマイルズの『Self Help』を、『西国立志編』（別訳名『自助論』）の邦題で出版し100万部以上を売り上げ、福澤諭吉『学問のすすめ』と並ぶ大ベスト・ロングセラーとなった。序文にある‘Heaven helps those who help themselves’を「天は自ら助くる者を助く」と訳したのも彼である。
ジョン・スチュアート・ミル『On Liberty』を、『自由之理』（現在では同書を『自由論』と称するのが一般的）で訳し、「最大多数の最大幸福」という功利主義思想を主張し、個人の人格の尊厳や個性と自由の重要性を強調した。この『自由之理』にはエドワード・ウォーレン・クラークにより書かれた序文も付けられている。
1872年（明治5年）6月 大蔵省翻訳局長に任じられ、後に帝国学士会員、東京大学教授となる。女子教育・盲唖教育にも尽力。
1873年（明治6年）3月 大蔵省退官後に小石川の私邸に同人社を開設、この私塾で英学を教えた。同人社は、三田の慶應義塾及び近藤真琴の攻玉社と並ぶ三大義塾と称された。
また、1873年（明治6年）、国内における学術団体の嚆矢とされる明六社の設立に参加、福澤諭吉、森有礼、西周、加藤弘之らとともに主要メンバーとして啓蒙思想の普及に努め、機関誌「明六雑誌」の執筆を行う。
1874年（明治7年）1月4日 横浜ユニオン・チャーチでジョージ・コクラン宣教師の説教を聞く。それがきっかけでコクランを同人社に迎え入れる。
1874年（明治7年）12月25日 養子の一吉と共にコクランから洗礼を受け、カナダ・メソジスト教会の日本人最初の信徒になる。洗礼名はジョン（John）で、Nakamura Masanawer John と呼ばれた。
1890年（明治23年）9月29日、貴族院勅選議員に任じられ、死去するまで在任した。
1891年 死去。満58歳。
六大教育家のうちの3名のクリスチャン（あと2人は森有礼と新島襄）のうちの1人。興亜会会員。

## 逸話

### 石碑
- 父の武兵衛は静岡県伊東市宇佐美の農家である佃家の次男として生まれたが、その後に中村家の養子となった。正直は父のふる里である宇佐美を愛しよく訪れていた。そのつながりから、宇佐美には中村敬宇顕彰碑という石碑が立てられている。
- 中村正直が静岡に居たときに住んでいた場所は現在の静岡県静岡市葵区大岩本町の富春院の裏手である。その富春院の門の前には彼を記念した石碑「尚志」の碑が建てられている[12]。また、実際に彼の家「無所争斎」があった場所には中村敬宇先生旧宅跡という石碑もある[12]。

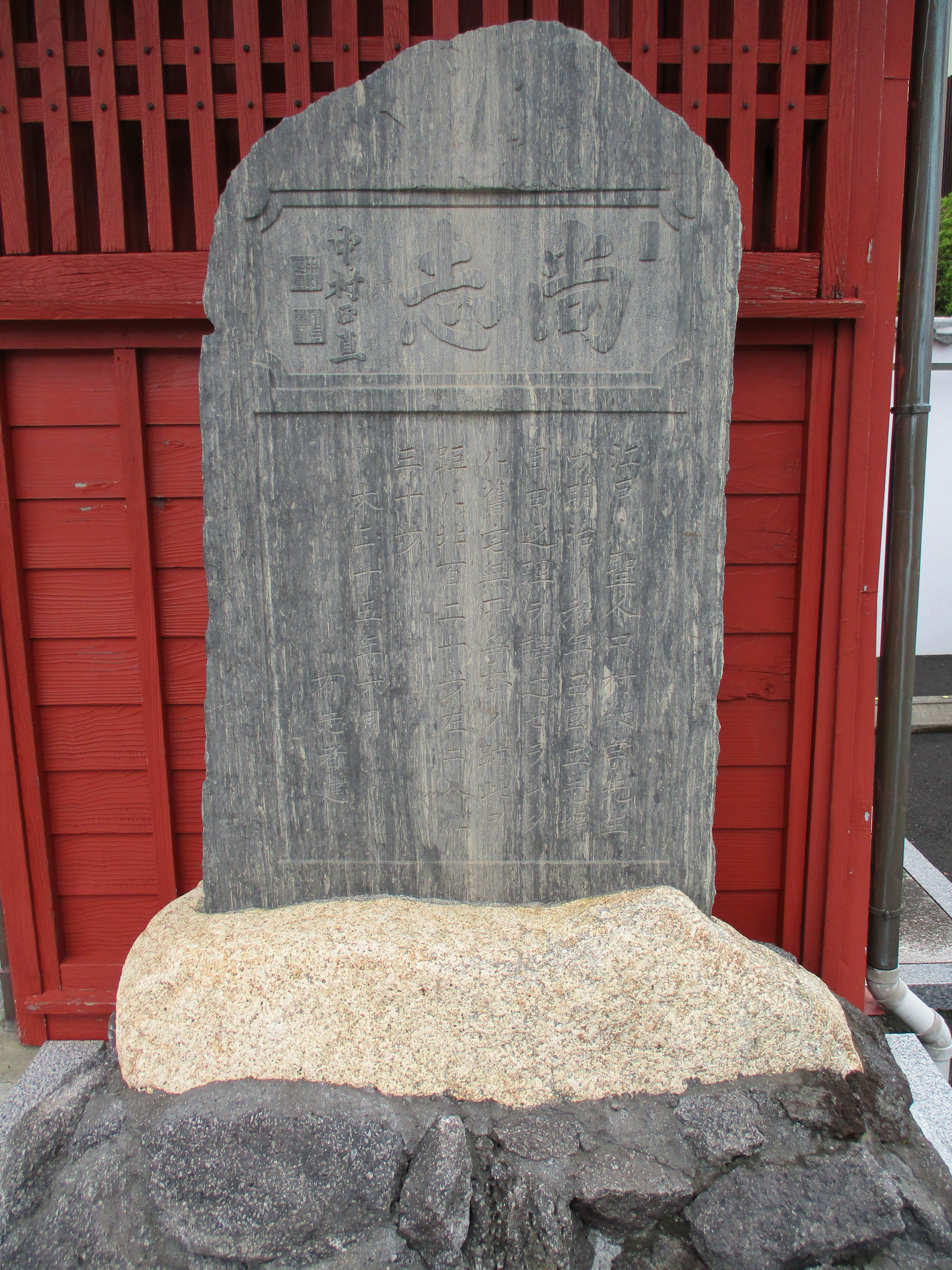
「尚志」の碑
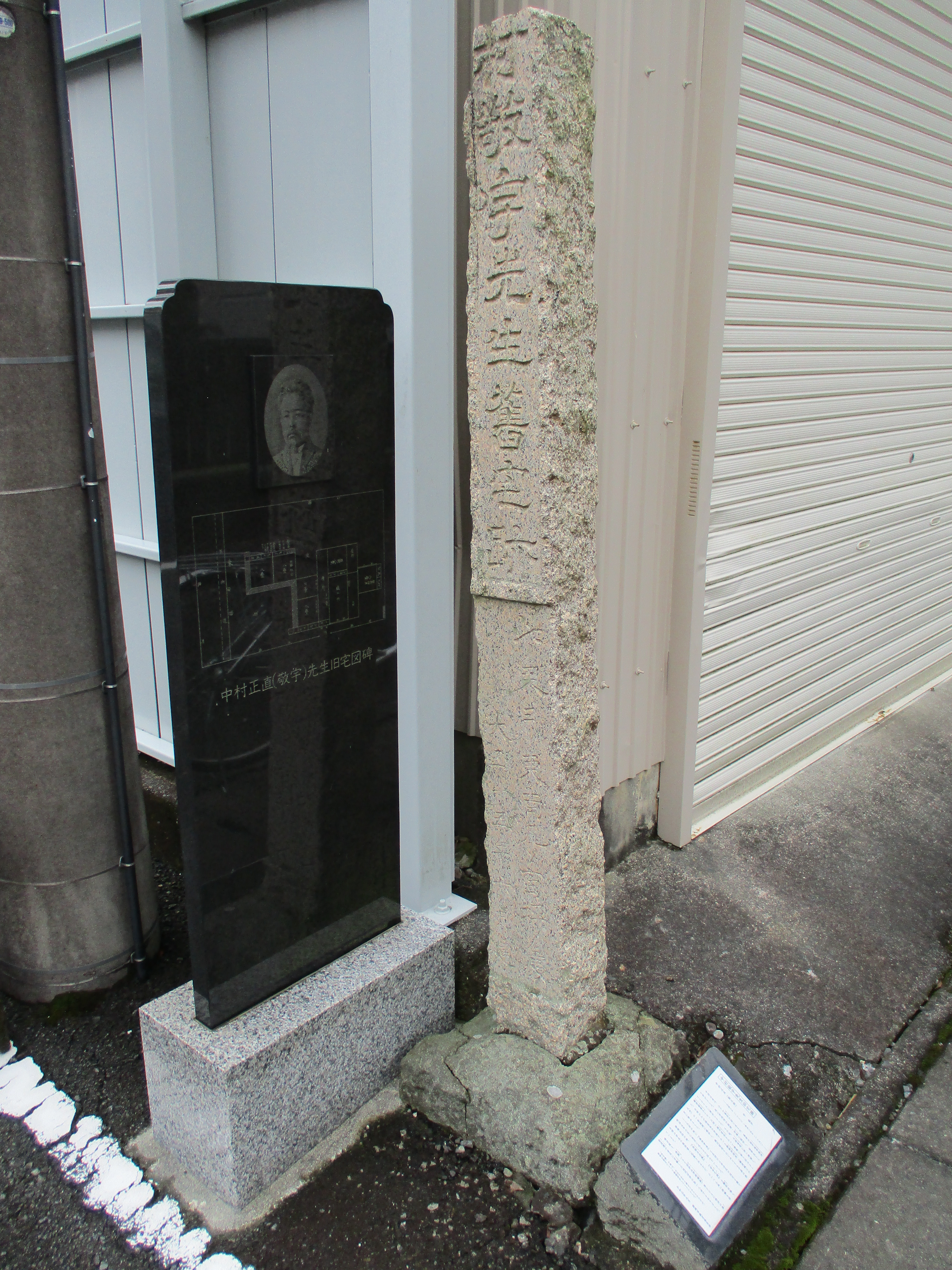
中村敬宇先生旧宅跡の石碑
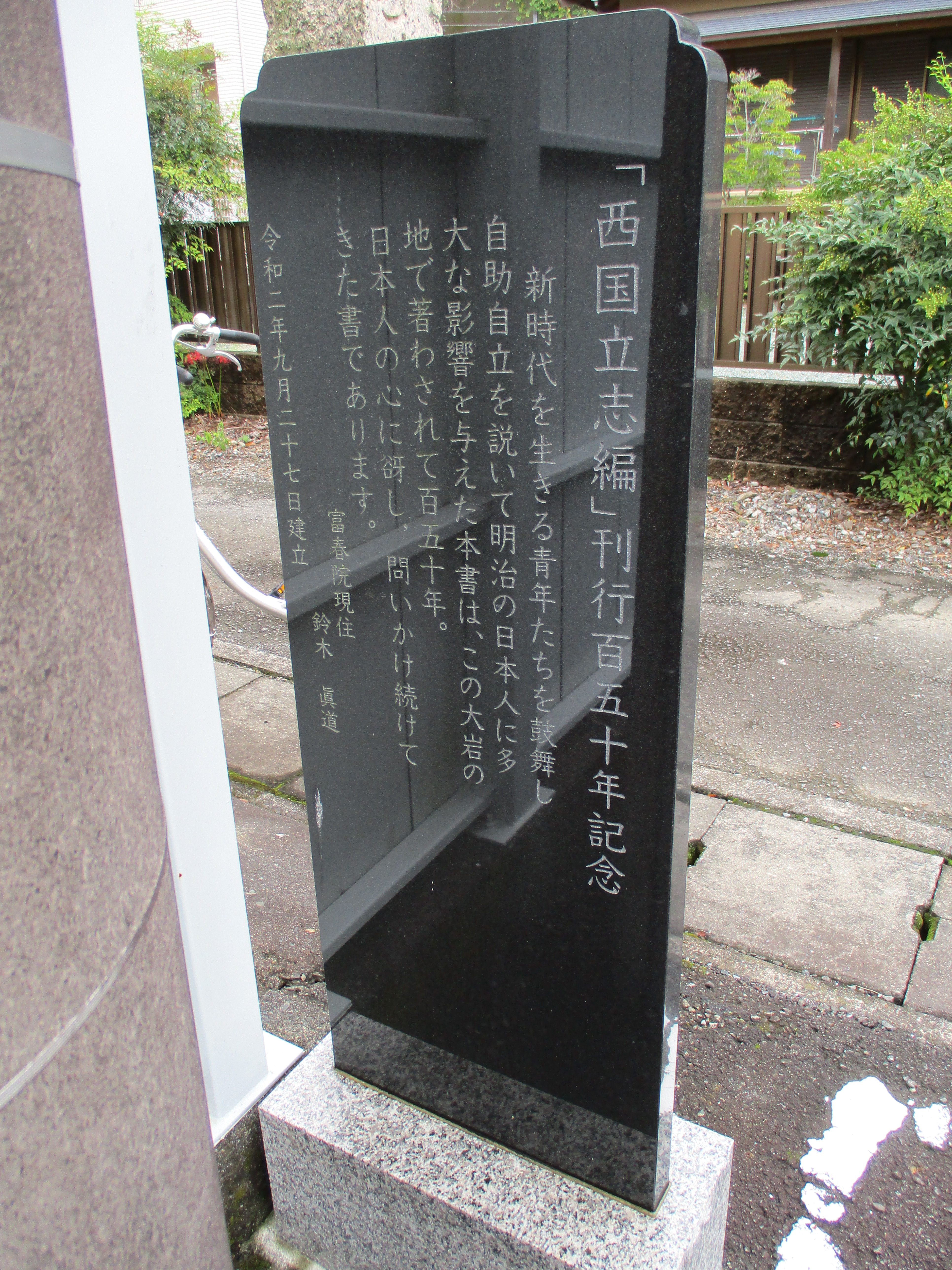
中村敬宇先生旧宅跡の石碑

## 栄典・授章・授賞
位階
- 1884年（明治17年）9月30日 - 正五位[13]
- 1886年（明治19年）10月28日 - 従四位[14]
- 1891年（明治24年）6月5日 - 正四位[15]

勲章等
- 1889年（明治22年）11月25日 - 大日本帝国憲法発布記念章[16]
- 1891年（明治24年）6月6日 - 勲三等瑞宝章[17]

## 著作
- 『敬宇文』上下2冊、柳沢信大編、高橋金十郎、1880年1月
  - 『敬宇文』 人間文化研究機構国文学研究資料館〈リプリント日本近代文学〉、2008年3月、ISBN 9784256901564
- 『敬宇先生詩文偶抄』 松村操纂輯、思誠堂、1881年10月
- 『敬宇中村先生演説集』 木平譲編輯、松井忠兵衛、1888年4月
- 『敬宇文集』6冊、吉川弘文館、1903年4月
- 『敬宇詩集』3冊、豊島住作編纂、敬宇詩集刊行発行所、1926年12月
  - 富士川英郎ほか編 『詩集日本漢詩 第18巻』 汲古書院、1988年12月
  - 入谷仙介ほか校注 『新日本古典文学大系 明治編2 漢詩文集』岩波書店、2004年3月、ISBN 4002402029
- 「敬宇先生上書是非」（吉野作造編輯代表 『明治文化全集 第十五巻 思想篇』 日本評論社、1929年6月 ／ 明治文化研究会編 『明治文化全集 第二十三巻 思想篇』 日本評論社、1967年7月 ／ 明治文化研究会編 『明治文化全集 第十六巻 思想篇』 日本評論社、1992年7月、ISBN 453504256X
- 「中村正直篇」（山本三生編纂 『現代日本文学全集 第一篇 明治開化期文学集』 改造社、1931年1月）
- 「中村正直篇」（大久保利謙編 『明治文学全集 第3巻 明治啓蒙思想集』 筑摩書房、1967年1月、ISBN 4480103031）
- 「中村敬宇集」（伊藤整ほか編 『日本現代文学全集 第13巻 明治思想家集』 講談社、1968年12月 ／ 1980年5月増訂版
- 『近代先哲碑文集 第卅二 敬宇中村先生碑文集』 亀山聿三編、夢硯堂、1973年1月
- 『請質所聞』（静嘉堂文庫所蔵）
- 『敬宇日乗』（静嘉堂文庫所蔵）

著書
- 『西稗雑纂』 同人社、1874年3月 ／ 1876年3月第二集
- 『愛敬余唱』 大槻愛古編次、珊瑚閣、1876年4月
- 『自叙千字文』 1887年3月
  - 『自叙千字文 中村正直伝』 中村正直、石井研堂著、大空社〈伝記叢書〉、1987年9月
- 『報償論』 中村正直、1888年9月

訳書
- 『西国立志編 : 原名自助論』11冊、斯邁爾斯著、木平謙一郎、明治4年9月
サミュエル・スマイルズ 『自助論』 の翻訳。明治期に銀花堂、文事堂、博文館、求光閣、共同出版などで再版された。
  - 『改正 西国立志編 : 原名自助論』 斯邁爾斯著、七書屋、1877年2月
  - 『西国立志編 : スマイルス自助論』 柳田泉校訂、冨山房〈冨山房百科文庫〉、1938年7月
  - 海後宗臣編・解説 『日本教科書大系 近代編第一巻 修身（一）』 講談社、1961年11月 - 抄録
  - 『西国立志編』 サミュエル・スマイルズ著、講談社〈講談社学術文庫〉、1981年1月、ISBN 4061585274
  - 斉藤利彦ほか校注 『新日本古典文学大系 明治編11 教科書 啓蒙文集』 岩波書店、2006年6月、ISBN 4002402118 - 抄録
  - 『西国立志編』2冊、スマイルス著、人間文化研究機構国文学研究資料館〈リプリント日本近代文学〉、2012年12月、ISBN 9784256902028, 9784256902035
- 『自由之理』6冊、弥爾著、木平謙一郎、明治5年1月
ジョン・スチュアート・ミル 『自由論』 の翻訳。
  - 『改正 自由之理』 弥爾著、木平譲、1877年3月
  - 吉野作造編輯代表 『明治文化全集 第五巻 自由民権篇』 日本評論社、1927年11月 ／ 明治文化研究会編 『明治文化全集 第二巻 自由民権篇』 日本評論新社、1955年1月 ／ 明治文化研究会編 『明治文化全集 第五巻 自由民権篇 上巻』 日本評論社、1992年7月、ISBN 4535042454
  - 『自由之理』ミル著、人間文化研究機構国文学研究資料館〈リプリント日本近代文学〉、2013年1月、ISBN 9784256902363
- 『西国童子鑑』2冊、同人社、1873年10月
- 『共和政治』3冊、ランソム・ギルレット著、同人社、1873年10月
Ransom Hooker Gillet. The Federal Government. の翻訳。
- 『英国律法要訣』 翻訳局訳述、印書局、1874年12月
John C. Devereux. Cabinet Lawyer. の翻訳。村田文夫とともに第一編を訳述。
  - 『英国律法要訣』 司法省、1880年11月
  - 『英国律法要訣 左院編輯局正院飜訳局版』 ゼー・ドブリウ撰、中村正直ほか飜訳、信山社出版〈日本立法資料全集〉、2005年8月、ISBN 4797249234
  - 『英国律法要訣 第一篇第二篇』 中村正直ほか合訳、鈴木唯一訳、信山社出版〈日本立法資料全集〉、2005年8月、ISBN 4797249242
- 『西洋品行論』12冊、斯邁爾斯原撰、中村正直、1878年3月
サミュエル・スマイルズ Character. の翻訳。
  - 『品行論』 八尾商店ほか、1895年6月
- 『拿破崙童時事 童子亀鑑』 同人社、1884年12月
- 『西洋節用論』 中村正直、1886年2月
サミュエル・スマイルズ Thrift. の翻訳。

編書
- 『英訳漢語』 大闢士著
- 『天道溯原』3冊、丁韙良著、山田俊蔵、1875年11月
- 『英華和訳字典』乾坤2冊、津田仙ほか仝訳、山内輹、1879年3月
  - 『英華和訳字典』6冊、W. ロプシャイト原著、大空社〈近代英華・華英辞書集成〉、1998年10月
- 『楽善会訓盲唖院記録』 1885年11月（筑波大学附属視覚特別支援学校所蔵）
  - 『楽善会訓盲啞院記録〈翻刻〉』 筑波大学附属視覚特別支援学校資料室編、桜雲会点字出版部〈視覚障害者の歴史資料集〉、2023年7月、ISBN 9784904611968

## 関連文献
- 花房吉太郎, 山本源太 編『日本博士全伝』p24‐25 「文学博士 中村正直  君」,博文館,1892. 国立国会図書館デジタルコレクション
- 「中村正直」（国立公文書館所蔵 「職務進退・元老院 勅奏任官履歴原書」）
  - 我部政男、広瀬順晧編 編『国立公文書館所蔵 勅奏任官履歴原書 下巻』柏書房、1995年6月。ISBN 4-7601-1167-0。
- 「故文学博士中村正直事績」（国立公文書館所蔵 「贈位内申書」）
- 石井研堂『自助的人物典型 中村正直伝』成功雑誌社、1907年2月。
  - 前掲 『自叙千字文 中村正直伝』 大空社、1987年9月
- 全国教育者大集会編 編『帝国六大教育家 附名家叢談』博文館、1907年10月。
  - 全国教育者大集会編 編『帝国六大教育家』国書刊行会〈明治教育古典叢書〉、1980年11月。
- 昭和女子大学近代文学研究室著 編『近代文学研究叢書』 第1巻、昭和女子大学光葉会、1956年1月。
- 高橋昌郎『中村敬宇』吉川弘文館〈人物叢書〉、1966年10月。
  - 高橋昌郎『中村敬宇』吉川弘文館〈人物叢書 新装版〉、1988年2月。ISBN 4-642-05108-2。
  - オンデマンド版　2024年10月　ISBN　9784642751087
- 星新一『明治の人物誌』新潮社、1978年12月。
  - 星新一『明治の人物誌』新潮社〈新潮文庫〉、1998年5月。ISBN 4-10-109850-6。
- 高橋俊昭「文明開化の蔵書目縁 : 『敬宇文庫洋書総目録』『中村正直先生文庫図書目録』」（『成蹊論叢』第18号、成蹊中学・高等学校、1979年12月）
- 荻原隆『中村敬宇と明治啓蒙思想』早稲田大学出版部、1984年3月。
  - 荻原隆『中村敬宇研究 : 明治啓蒙思想と理想主義』早稲田大学出版部〈政治思想研究叢書〉、1990年4月。ISBN 4-657-90324-1。
- 小泉仰『中村敬宇とキリスト教』北樹出版〈フマニタス選書〉、1991年5月。ISBN 4-89-384201-3。
- Miura Tetsuo『A note on Nakamura Masanao』Sekibundo、2001年。ISBN 4-88116-061-3。
- 小川澄江『中村正直の教育思想』コスモヒルズ、2004年3月。
- 中野目徹「中村正直」（伊藤隆、季武嘉也編 『近現代日本人物史料情報辞典』 吉川弘文館、2004年7月、ISBN 4-64-201341-5）
- 平川祐弘『天ハ自ラ助クルモノヲ助ク : 中村正直と西国立志編』名古屋大学出版会、2006年10月。ISBN 4-8158-0547-4。
- 高橋俊昭『英学の時代 : その点景』学術出版会〈学術叢書〉、2008年2月。ISBN 978-4-284-10118-9。
- 李セボン『「自由」を求めた儒者 : 中村正直の理想と現実』中央公論新社、2020年3月。ISBN 978-4-120-05276-7。
- 『明六雑誌』全3巻、山室信一・中野目徹校注、岩波書店〈岩波文庫〉、1995年5月-2009年8月、ISBN 4-00-331301-1、4-00-331302-X、4-00-331303-8。
- 『現代語訳 西国立志編　スマイルズの『自助論』』、金谷俊一郎現代語訳、PHP新書、2013年